# Gert Lanz
Gerhard „Gert“ Lanz (* 27. Mai 1971 in Innichen) ist ein Südtiroler Unternehmer und Politiker.

## Biographie
Der aus Toblach gebürtige Lanz absolvierte an der Universität Wien ein Studium der Betriebsinformatik, das er mit einer 1995 eingereichten Diplomarbeit zum Abschluss brachte. Anschließend trat er in den Familienbetrieb LANZ Metall ein, der auf die Planung und Fertigung von Metall- und Glasbauprojekten spezialisiert war. Ab 1998 übernahm er diverse Funktionen im Südtiroler Landesverband der Handwerker (LVH), 2011 wurde er zu dessen Präsidenten gewählt. Bei den Landtagswahlen 2018 konnte Lanz mit 9164 Vorzugsstimmen auf der Liste der Südtiroler Volkspartei ein Mandat für den Südtiroler Landtag und damit gleichzeitig den Regionalrat Trentino-Südtirol erringen. Dort übernahm er die Rolle des Fraktionssprechers seiner Partei. Im November 2019 stellte sein Unternehmen LANZ Metall wegen Verbindlichkeiten von über 12 Millionen Euro den Betrieb ein. Im April 2022 trat er aufgrund interner Konflikte als Fraktionssprecher zurück. Bei den Landtagswahlen 2023 verpasste er mit 1.863 Vorzugsstimmen die Wiederwahl.